# Proalpha
Proalpha ist eine Unternehmensgruppe und gleichzeitig der Name einer ERP-Software.

## Unternehmensgruppe
Die Proalpha Group besteht seit 1992 und beschäftigt weltweit an 65 Standorten rund 2.200 Mitarbeiter. ERP- und Business Applications von Proalpha werden von 9.700 Kunden weltweit – Unternehmen aus der industriellen Fertigung, dem Großhandel und weiteren Branchen – verwendet. Die Group verfügt über 290 Partner. Zur Proalpha Group gehören  Landesgesellschaften in Österreich, der Schweiz, Frankreich, Polen, Ungarn, USA, China und Thailand.
Die Proalpha Group bildet mit seinen Gruppenunternehmen folgende Geschäftsbereiche ab:
- Human Capital Management – tisoware ist seit Ende 2019 Teil der Unternehmensgruppe, Persis seit Oktober 2023 und Quiply Technologies seit Februar 2024. Im November 2024 erfolgte die Umfirmierung von tisoware, Persis und Quiply zur  HCM-Dachmarke Atoria – The People Software

- Digital Shopfloor – Böhme & Weihs ist seit Februar 2021, Skill Software seit März 2021 und Enit seit Februar 2022 Teil der Group

- Spend Management – curecomp stieß im Februar 2021 und DIG im November 2023 zur Proalpha Group. 2024 wurde curecomp mit DIG verschmolzen zur DIG GmbH

- Financial Management – Corporate Planning ist seit Mai 2020 Teil der Group

- Customer Experience – Gedys stieß im November 2023 zur Group

- ERP – Proalpha ERP und MKG (seit Juni 2024 zur Group gehörig) bilden diesen Geschäftsbereich.

- Industrial AI Platform – Nemo (seinerzeit humanIT) gehört seit April 2003 und Empolis seit Juni 2022 zur Proalpha Group

## Auszeichnungen
- ERP-System des Jahres 2021 für Automotive. Im Oktober 2021 wurde Proalpha beim ERP-Kongress, der vom „Center for Enterprise Research Potsdam“ veranstaltet wird, zum ERP-System des Jahres 2021 in der Kategorie „Automotive“ ausgezeichnet. Der gut umgesetzte Prozessdesigner und die vielfältigen Aktivitäten zur Kundenkommunikation konnten die Jury hier überzeugen.[4]
- Erster ERP-Anbieter mit ITA/VD-Zertifikat.  2020 hat Proalpha das Zertifikat der ITA Automotive Service Partner (ITA) und des Verbandes der Automobilindustrie (VDA) als geprüfter ERP-Anbieter für die Automobilzulieferindustrie erhalten. Damit wird die Abdeckung der branchenspezifischen Prozesse und Anforderungen attestiert. Proalpha ist damit eines der ersten Unternehmen, die die dreistufige Zertifizierung  abgeschlossen haben.[5]
- Gewinner Computerwoche Award IT-Champions ERP-Anbieter 09/2021. Die Computerwoche hat zusammen mit dem Hamburger Institut für Management- und Wirtschaftsforschung (IMWF) eine Sentiment-Untersuchung vorgenommen, um zu klären, welchen ERP-Anbietern die Kunden am meisten vertrauen. Das Ergebnis zeigt, dass das Trust-Barometer Proalpha auf Platz 1 aller Anbieter rankt.[6]